# Luiz Carlos Bombonato Goulart
Luiz Carlos Bombonato Goulart, també conegut com a Luizão, és un exfutbolista brasiler. Va néixer a Rubinéia el 14 de novembre de 1975.
És un dels pocs jugadors que ha militat en els quatre grans equips de la ciutat de São Paulo: Santos Futebol Clube, Sociedade Esportiva Palmeiras, Sport Club Corinthians Paulista and São Paulo Futebol Clube.
Els seus bons nombres en els campionats brasilers contrasten amb l'escassa fortuna de les seues dues experiències europees, en el Deportivo de La Corunya i el Hertha BSC Berlin.

## Selecció
Va ser 17 vegades internacional amb el Brasil i hi va marcar tres gols, tots ells en un partit contra Corea del Nord. Va participar en el Mundial del 2002 i en els Jocs Olímpics de 1996.

## Palmarès
Club
- Campeonato Paranaense: 1993
- Campionat paulista: 1996, 1999, 2001, 2005
- Campionat carioca: 1998
- Torneio Rio-São Paulo: 1999
- Campionat brasiler de futbol: 1999
- Campionat del Món de Clubs de futbol: 2000
- Copa Libertadores de América: 1998, 2005
- Copa do Brasil: 2006

Internacional
- Copa del Món de Futbol: 2002
- Jocs Olímpics de 1996: Medalla de bronze

Individual
- Bola de Prata: 1994
- Copa do Brasil: 1996, 1998
- Copa Libertadores de América: 2000